# Patinação de velocidade nos Jogos Olímpicos de Inverno de 1924 - Individual geral masculino
A prova individual geral da patinação de velocidade nos Jogos Olímpicos de Inverno de 1924 foi disputada nos dias 26 e 27 de janeiro. Foi, na verdade, uma combinação das quatro distâncias disputadas no programa olímpico. Vinte e dois patinadores de oito países disputaram a prova.

## Medalhistas
| Ouro   | FIN Clas Thunberg   |
| Prata  | NOR Roald Larsen    |
| Bronze | FIN Julius Skutnabb |

## Formato da competição
Não houve nenhuma corrida a contar só para esta prova. A pontuaçaõ era a soma das classificações de 
cada atleta em cada uma das provas de distâncias, depois de eliminados os resultados dos atletas que não completaram as quatro.

## Resultados
O sistema de pontos calculados a partir dos tempos conseguidos não foi utilizado nesta competição. Estão aqui incluidos para comparação com outros eventos.
| Pos. | Atleta                     | 500 m | 1500 m | 5000 m | 10000 m | Geral | Pontuação por tempos |
| ---- | -------------------------- | ----- | ------ | ------ | ------- | ----- | -------------------- |
|      | FIN Clas Thunberg          | 1.5   | 1      | 1      | 2       | 5.5   | 198.023              |
|      | NOR Roald Larsen           | 1.5   | 2      | 3      | 3       | 9.5   | 199.763              |
|      | FIN Julius Skutnabb        | 4     | 4      | 2      | 1       | 11    | 202.347              |
| 4    | NOR Harald Strøm           | 3     | 5      | 5      | 4       | 17    | 203.657              |
| 5    | NOR Sigurd Moen            | 5     | 3      | 4      | 5       | 17    | 203.783              |
| 6    | FRA Léonhard Quaglia       | 6     | 7      | 6      | 6       | 25    | 210.843              |
| 7    | LAT Alberts Rumba          | 7     | 6      | 7      | 7       | 27    | 212.607              |
| 8    | POL Leon Jucewicz          | 8     | 8      | 8      | 8       | 32    | 226.400              |
| 9    | FRA André Gegout           | 9     | 9      | 9      | 9       | 36    | 236.023              |
| -    | FRA George de Wilde        |       |        |        |         | DNF   | -                    |
| -    | SWE Axel Blomqvist         |       |        |        |         | DNF   | -                    |
| –    | BEL Marcel Moens           |       |        |        |         | DNF   | -                    |
| –    | BEL Gaston Van Hazebroeck  |       |        |        |         | DNF   | -                    |
| –    | CAN Charles I. Gorman      |       |        |        |         | DNF   | -                    |
| –    | BEL Louis de Ridder        |       |        |        |         | DNF   | -                    |
| –    | BEL Philippe van Volckxsom |       |        |        |         | DNF   | -                    |
| –    | FIN Asser Wallenius        |       |        |        |         | DNF   | -                    |
| –    | SWE Eric Blomgren          |       |        |        |         | DNF   | -                    |
| –    | GBR Frederic Dix           |       |        |        |         | DNF   | -                    |
| –    | FRA Albert Hassler         |       |        |        |         | DNF   | -                    |
| –    | GBR Cyril Horn             |       |        |        |         | DNF   | -                    |
| –    | GBR Tom Sutton             |       |        |        |         | DNF   | -                    |

- DNF: Não completou alguma das provas.